# Béatrice Martin (klavecimbelspeelster)

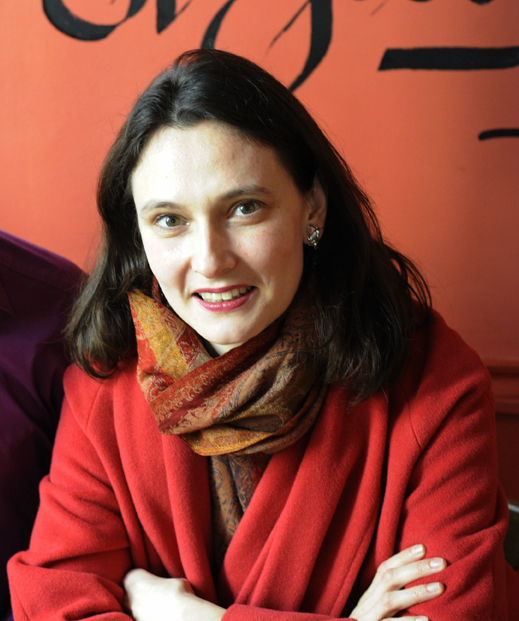
Béatrice Martin

Béatrice Martin (Annecy ca. 1970) is een Frans klavecimbelspeler

## Levensloop
Martin begon klavecimbel aan te leren toen ze zes was. In de loop van haar studietijd ging ze in de leer bij enkele van de grote namen van de klavecimbelwereld, onder meer in Parijs bij Kenneth Gilbert en Christophe Rousset. Ze ontving veel Eerste prijzen. 
In 1998 behaalde ze de Eerste prijs in het internationaal orgelconcurs, georganiseerd in het kader van het Festival Musica Antiqua en trad hiermee in het voetspoor van de drie andere Eerste prijzen in dit concours sinds 1965, namelijk Scott Ross (1971), Christophe Rousset (1983) en Norman Parle (1989). Ze werd ook verkozen tot 'Révélation de l’ADAMI' tijdens het MIDEM in Cannes.
Erkend als uitstekend begeleidster, speelt ze vaak basso continuo bij ensembles zoals Les Arts Florissants, Les Talens Lyriques, Le Concert Spirituel, Ricercar Consort, Il Seminario Musicale en de Philharmonie van Berlijn. In 2000 richtte ze, samen met de violist Patrick Cohën-Akenine, het ensemble Les Folies Françoises op. Ze concerteerde op talrijke festivals, en trad ook op tijdens de Folles Journées de Nantes. 
Sinds 2001 is Martin docente klavecimbel aan de Escola Superior de Mùsica de Catalunya in Barcelona.

## Discografie
Martin heeft al heel wat platenopnamen gedaan. Te vernoemen zijn:
- Aria's uit Franse operas, met Patricia Petibon
- Italiaanse muziek uit de XVIIe eeuw
- Franse Cantates (Les Nuits de Sceaux de Nicolas Bernier)
- Muziek van Jean-Marie Leclair.